# Farhad Gerd
Farhād Gerd (farsi فرهادگرد) è una città dello shahrestān di Fariman, circoscrizione Centrale, nella provincia del Razavi Khorasan in Iran. Aveva, nel 2006, una popolazione di 6.620 abitanti. 